# راندي رووي
راندي رووي هو لاعب هوكي الجليد كندي، ولد في 10 يونيو 1980 في Burford, Ontario ‏ في كندا.

## وصلات خارجية
- راندي رووي على موقع دوري الهوكي الوطني (الإنجليزية)
- راندي رووي على موقع EliteProspects.com (الإنجليزية)
- راندي رووي على موقع HockeyDB.com (الإنجليزية)